# برت إطريز
برت إطريز أو تريبور هي إحدى البلديات في مقاطعة السين البحرية في نرمندية فرنسا.

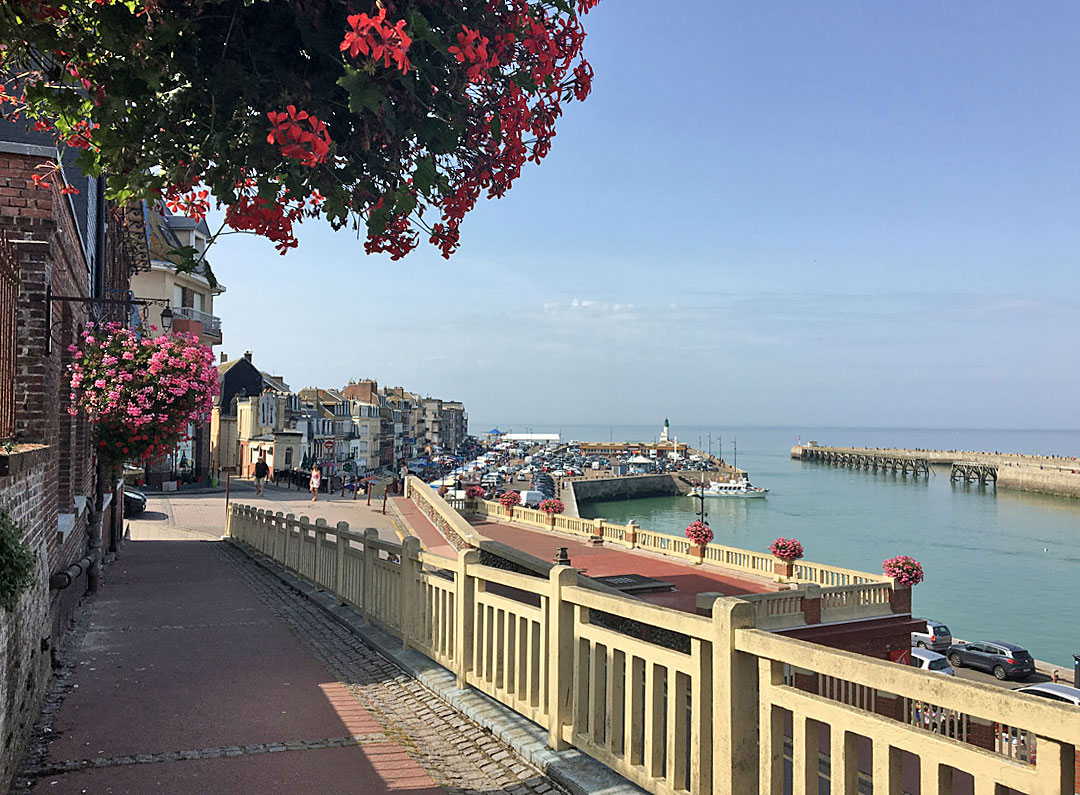
برت إطريز نرمندية فرنسا.
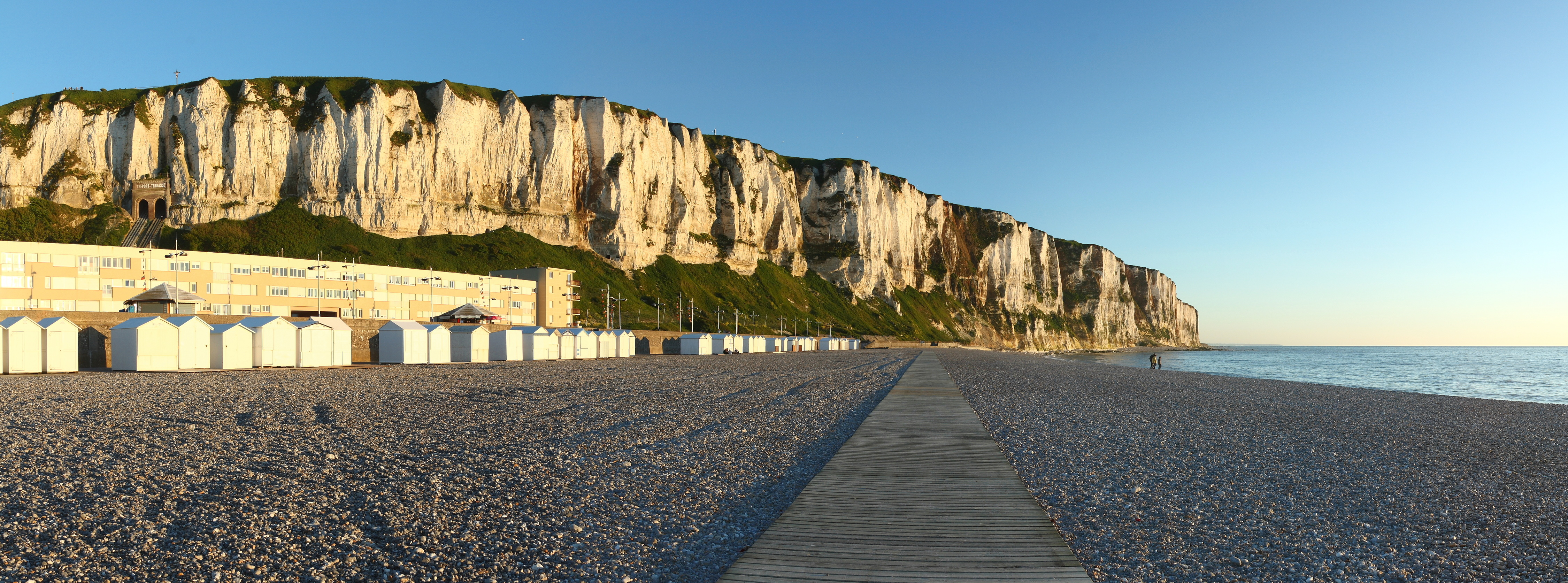
منحدرات برت إطريز عند غروب الشمس
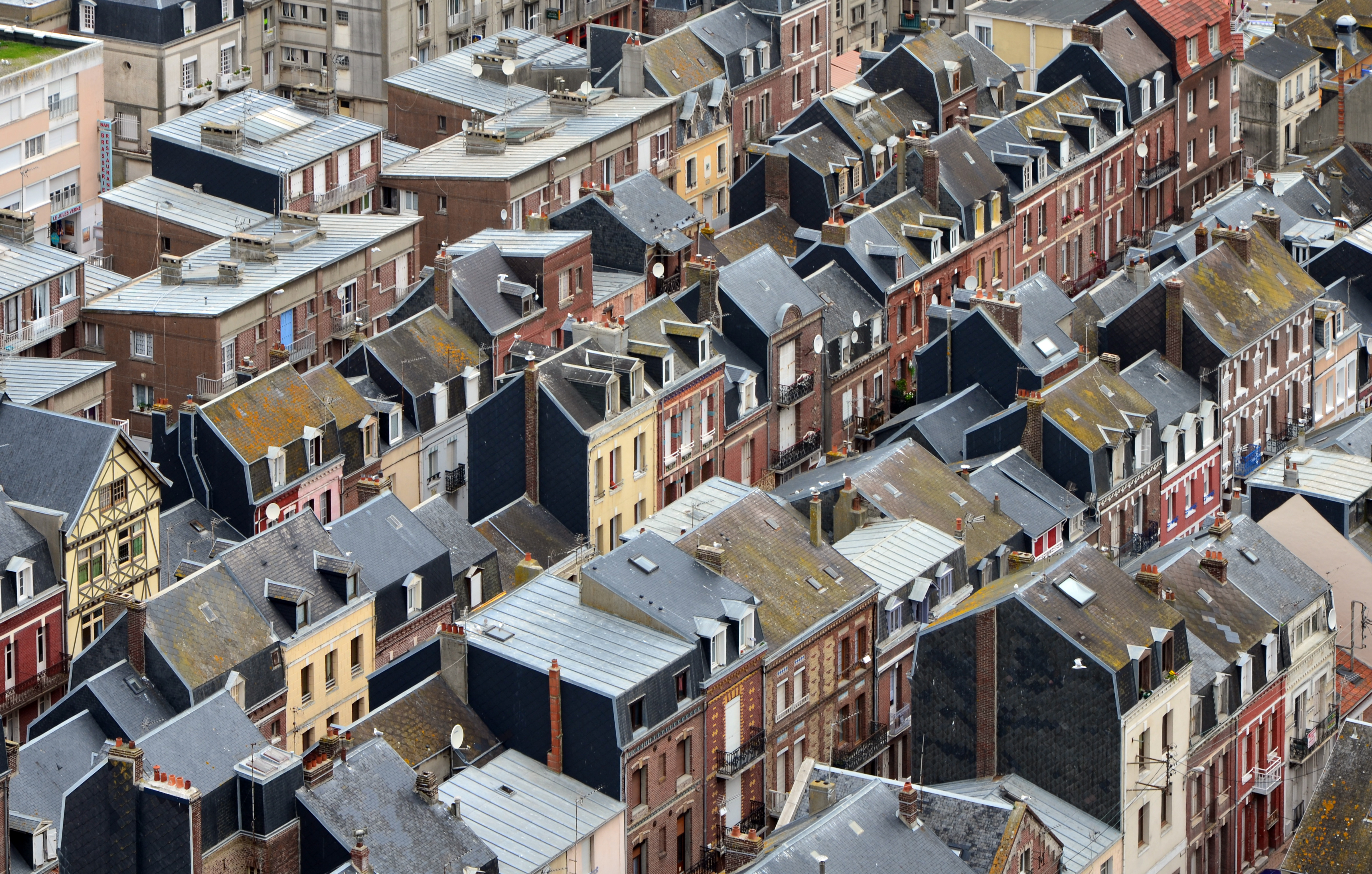
منظر جوي للمدينة
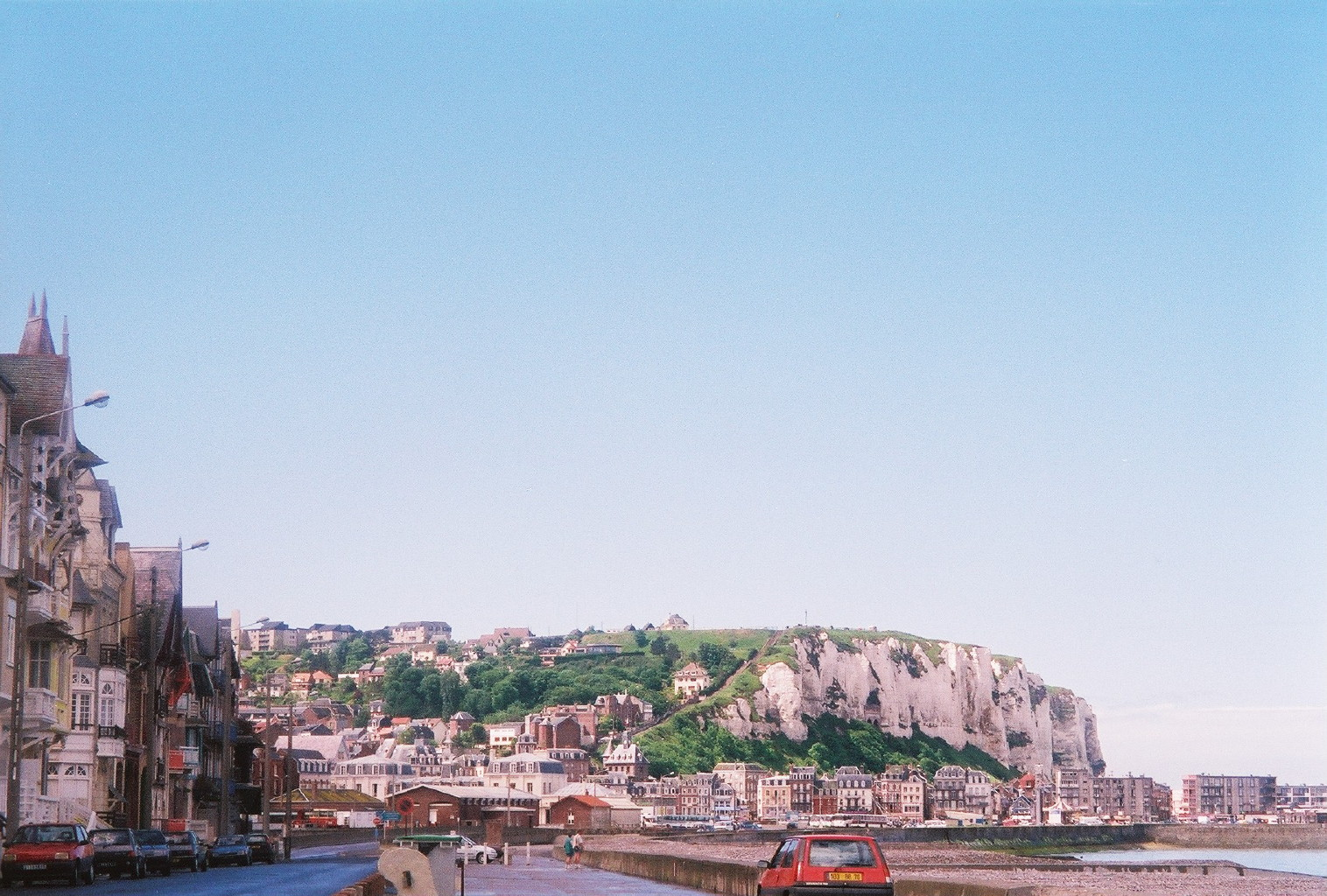
منظر للمدينة